# Gastone II di Foix-Béarn
Gastone II di Foix; in occitano Gaston II de Fois-Bearn e in francese Gaston II de Foix-Béarn (1308 – Siviglia, 26 settembre 1343) fu il decimo conte di Foix, visconte di Béarn, Coprincipe di Andorra e Visconte di Marsan, dal 1315 e Visconte di Lautrec, dal 1339, alla sua morte.

## Origine
Gastone, sia secondo Pierre de Guibours, detto Père Anselme de Sainte-Marie o più brevemente Père Anselme, che secondo la Chroniques romanes des comtes de Foix era il figlio maschio primogenito del conte di Foix, Visconte di Castelbon, Coprincipe di Andorra, Visconte consorte di Béarn e Visconte di Marsan, Gastone I e della moglie, Giovanna d'Artois, che, come ci conferma il Chronicon Guillelmi de Nangiaco, era la figlia di Filippo d'Artois, figlio del conte di Artois, Roberto II e di Bianca di Bretagna, figlia del Duca di Bretagna e conte di Richmond, Giovanni II; la madre di Bianca era Beatrice d'Inghilterra, figlia del re d'Inghilterra, Edoardo III e della moglie, Eleonora di Provenza.
Gastone I di Foix-Béarn, ancora sia secondo Père Anselme, che secondo la Chroniques romanes des comtes de Foix era l'unico figlio maschio del conte di Foix, Visconte di Castelbon, Signore e poi Coprincipe di Andorra e Visconte consorte di Béarn, Ruggero Bernardo III e della moglie, la viscontessa di Béarn, Margherita di Montcada, che era la figlia secondogenita del Visconte di Béarn, Gastone VII e della Contessa di Bigorre e viscontessa di Marsan, Mathe di Matha, figlia di Bosone di Marsan Conte di Bigorre e della prima moglie Petronilla Contessa de Bigorre.

## Biografia
Chiamato, nel 1315, dal nuovo re di Francia Luigi X l'Attaccabrighe per intraprendere una nuova guerra in Fiandra, suo padre, Gastone I, cadde malato nei pressi di Pontoise e morì a 28 anni nell'abbazia di Maubuisson, e fu sepolto nell'Abbazia di Boulbonne; mentre secondo il E floribus chronicorum auctore Bernardo Guidonis, Gastone conte di Foix e Visconte di Bearn (Gasto comes Fuxi et dominus de Bearnio), morì nei pressi di Pontoise (obiit apud Pontisaram) e fu sepolto a Parigi nella chiesa dei frati Predicatori Domenicani (fuitque sepultus Parisius in ecclesia fratrum Prædicatorum), detta anche Convento dei Giacobini de la rue Saint-Jacques; infine la Chroniques romanes des comtes de Foix conferma la morte di Gastone nei pressi di Pontoise e sepoltura a Parigi nella chiesa dei frati Predicatori Domenicani, ma che in seguito la salma fu trasferita nell'Abbazia di Boulbonne.
Per tutti i domini in terra francese gli succedette Gastone, il figlio primogenito, come da disposizioni del testamento del padre, sotto la tutela della madre, Giovanna d'Artois, mentre la Viscontea di Castelbon ed altri territori aragonesi andarono al secondogenito, Ruggero Bernardo.
Gastone, come ci conferma il E floribus chronicorum auctore Bernardo Guidonis, aveva solo sette anni e divenne Gastone II conte di Foix, visconte di Marsan, Gabardan, Nébouzan e Gastone IX visconte di Béarn, per cui venne nominata reggente sua madre Giovanna che esercitò tale carica fino alla sua maggiore età.
Secondo il documento n° 200 della Histoire générale de Languedoc, tome X, Preuves, ne 1317, durante la reggenza, sua madre, Giovanna, fu indagata dal parlamento di Parigi per toglierle la tutela dei figli, a causa della sua condotta, accusata di prodigalità e dissolutezza, confermato dal documento n° X, sempre in data 1317, che priva la contessa Giovanna della tutela dei propri figli, 3 maschi e tre femmine.
Sempre secondo Père Anselme, Gastone, dopo aver preso possesso dei suoi domini, continuò i conflitti con i Conti d'Armagnac e Cominges.

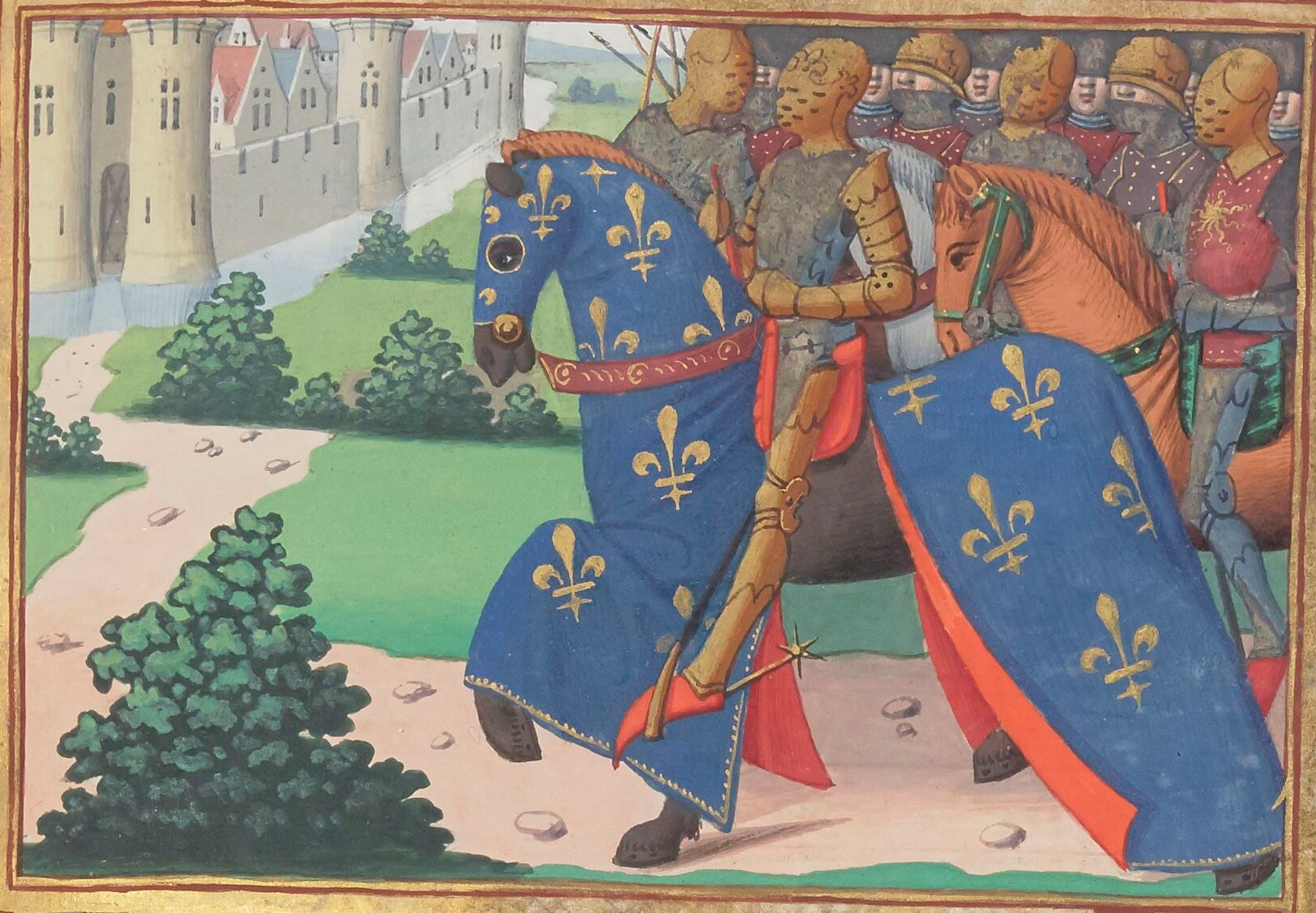
Assedio di Tartas da parte delle guardie del re Carlo VII di Francia.

Il rapporto di Gastone con la madre, Giovanna, fu conflittuale sino a che, nel 1331, il re di Francia, Filippo VI, autorizzò Gastone a relegare la madre ne castello di Foix;per essere poi trasferita prima a Orthez e poi a Lourdes; lo storico francese Jules Michelet, suggerisce che la prigionia di Giovanna sia concomitante all'accusa di falso pendente sul fratello di Giovanna, Roberto III d'Artois, poi condannato, che divenne fiero avversario dei reali di Francia. Giovanna fu poi rilasciata dal nipote, Gastone Febo, solo nel 1347, su richiesta del figlio terzogenito, Roberto, vescovo di Lavaur.
Gastone fu sostenitore del re Giacomo III di Maiorca nel suo contrastato rapporto col cugino, il re d'Aragona, Pietro IV il Cerimonioso.
Prese parte alla Guerra dei cent'anni, combattendo al fianco del re di Francia, Filippo VI, di cui era un devoto vassallo; prese parte alla campagna di Guienna contro gli Inglesi, partecipando, nel 1339, alla conquista del castello di Tartas; poi accompagnò il re di Francia nella guerra contro le Fiandre, e queste azioni gli valsero il titolo di visconte di Lautrec; secondo la Revue historique, scientifique et littéraire du Tarn, Filippo VI cedette la Viscontea come saldo di un debito che aveva contratto con Gastone II.
In quel periodo Gastone venne nominato Luogotenente del re per la Guascogna e la Linguadoca.
Nel 1343 Gastone si mise al servizio del re di Castiglia e León, Alfonso XI, nella crociata contro il Sultanato di Granada e mentre si trovava all'assedio di Algeciras (1342-1344) nella Spagna meridionale, con il re Alfonso XI, si ammalò. Morì di peste a Siviglia nel settembre 1343; secondo la Revue historique, scientifique et littéraire du Tarn, Gastone II fu ucciso, combattendo, nel 1344. Il suo corpo fu trasportato nella contea di Foix e tumulato nell'Abbazia di Boulbonne. Gli succedette l'unico figlio legittimo, come da suo testamento redatto il 28 novembre 1330 (secondo le Chroniques romanes des comtes de Foix, il testamento fu redatto il 17 aprile 1343 e prevedeva che la moglie avesse la tutela del figlio), Gastone Febo, mentre, sempre secondo la Revue historique, scientifique et littéraire du Tarn, l'usufrutto della viscontea di Lautrec andò alla moglie, Leonora.

## Matrimonio e discendenza
Gastone aveva sposato nel 1328 la cugina Leonora di Cominges, figlia del conte Bernardo VII di Comminges e Laura di Monfort, come risulta dall'estratto del Mars MCCCXCVI della Histoire généalogique de la maison d'Auvergne; Leonora fu reggente per conto del figlio, Gastone Febo, come ci conferma il documento n° XXXVII della Preuves de l'Histoire générale de Languedoc, tome VII, finché quest'ultimo non raggiunse la maggior età e, in quello stesso documento Leonora ed il figlio ricevettero l'omaggio dei nobili e dignitari della contea di Foix. Leonora inoltre viene citata da Filippo VI come contessa di Foix, nel documento n° XXXVI dei Documents des archives de la Chambre des Comptes de Navarre : 1196-1384 (Alliénor de Cominges contesse de Foix), inerente al matrimonio di suo figlio, Gastone Febo. Leonora morì nel 1365 circa.
Dal matrimonio con Leonora di Cominges nacque un solo figlio:
- Gastone Febo (Orthez, 30 aprile 1331 – L'Hôpital-d'Orion, 1º agosto 1391), il quale succedette al padre nella contea di Foix[28].

Gastone tuttavia da due diverse amanti ebbe altri quattro figli illegittimi::
- dalla prima, Maria di Sans di Roncesvalles, citata nel suo testamento[26] ebbe due figli:
  - Arnaldo Guillermo de Bearn (morto nel 1391), sposato a Juana, signora di Morlaàs
  - Bearnesa, moglie di Arnaldo Ramon de Castellnou, visconte di Orthez..
- dalla seconda di cui non si conoscono né il nome né gli ascendenti, ne ebbe altri due:
  - Pedro de Bearn, sposato a Florensa de Aragón, signora di Biscay.
  - Margarita, moglie di Juan de Castellverdu, signore di Caumont

### Fonti primarie
- (LA)  Documents des archives de la Chambre des Comptes de Navarre : 1196-1384.
- (LA)  Histoire générale de Languedoc, tome VII.
- (LA)  Histoire générale de Languedoc, tome X, Notes.
- (LA)  Recueil des historiens des Gaules et de la France. Tome 20.
- (LA)  Recueil des historiens des Gaules et de la France. Tome 21.
- (LA)  Annales Londonienses.
- (FR)  Histoire généalogique et chronologique de la maison royale de France, tomus III.
- (OC, FR)  Chroniques romanes des comtes de Foix.

### Letteratura storiografica
- (FR)  Michelet, J, (1971) Histoire de France, tome IV.
- (FR)  Revue historique, scientifique et littéraire du Tarn.
- (FR)  Histoire généalogique de la maison d'Auvergne.